# Geoffrey de Mandeville, 2. Earl of Essex
Geoffrey de Mandeville, 2. Earl of Essex († September/Oktober 1166) war ein englischer Adliger, der zweite Sohn von Geoffrey de Mandeville, 1. Earl of Essex und Rohese de Vere.

## Leben
Während oder kurz nach dem Aufstand seines Vaters gegen König Stephan (1143/44) reiste der junge Geoffrey de Mandeville nach Devizes, der Basis der Kaiserin Matilda, ob aus eigenem Antrieb oder im Auftrag, ist nicht bekannt.
Nach dem Tod des Earl 1144 anerkannte Matilda Geoffreys Rechte an der Grafschaft Essex und dem umfangreichen Grundbesitz der Mandevilles. Sein Leben in den letzten Jahren König Stephans ist unbekannt. Im Januar 1156 bestätigte Heinrich II. von England Geoffreys Titel als Earl of Essex und seinen Mandeville-Besitz, nicht aber die Güter und Ämter, die sein Vater während des Bürgerkriegs innehatte.
Der Earl diente 1165 und 1166 zusammen mit Richard de Lucy als reisender königlicher Richter, wobei er viele englische Grafschaften besuchte. 1166 bereitete er sich auf den Feldzug Heinrichs in Wales vor, als er erkrankte und im September oder Oktober starb. Geoffrey Nachfolger wurde sein Bruder William de Mandeville, 3. Earl of Essex.

## Familie
Geoffrey heiratete vor 1155 Eustachia Gouët, Tochter von Guillaume Gouët III. und Mabile, eine außereheliche Tochter von König Heinrich I. mit Sibyl Corbet. Als Eustachia sich beklagte, dass ihr Ehemann nicht mit ihr zusammenleben würde, half der König ihr, eine Annullierung der Ehe zu erwirken, die 1158 erfolgte. Das Paar blieb demzufolge kinderlos. Eustachia Gouët starb vor 1164.